# Колтубанка
Колтуба́нка (Боро́вка) — река, правый приток Самары, протекает по территории Борского района в Самарской области в России. Длина реки составляет 33 км, площадь бассейна — 223 км².

## Описание
Начинается на окраине леса южнее урочища Круглый Колок в 3 км к юго-востоку от села Подсолнечное. Генеральным направлением течения реки является юго-запад. В устье пересекает старицу Потапово (Боровка) и впадает в протоку Самары на высоте 50 м над уровнем моря около южной окраины села Борское.
Правый приток — Елшанка.

## Данные водного реестра
По данным государственного водного реестра России относится к Нижневолжскому бассейновому округу, водохозяйственный участок реки — Самара от водомерного поста у села Елшанка до города Самара (выше города), без реки Большой Кинель. Речной бассейн реки — Волга от верховий Куйбышевского вдхр. до впадения в Каспий.
Код объекта в государственном водном реестре — 11010001112112100007545.